# Dit d'Amiens

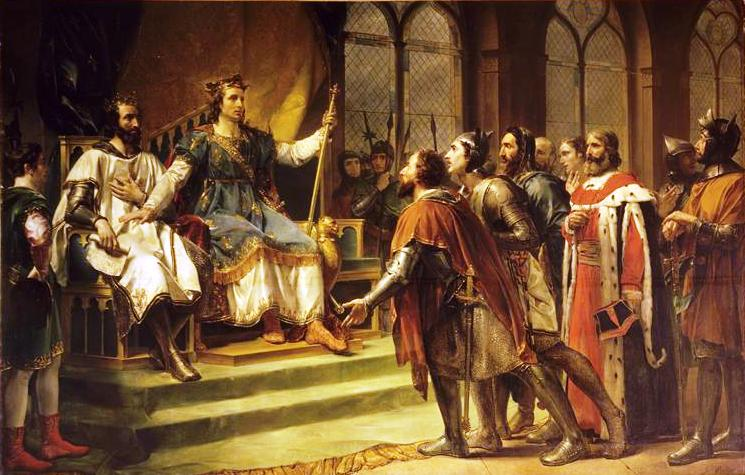
Re Luigi IX di Francia tenta di mediare tra Enrico III d'Inghilterra e i suoi baroni ribelli riguardo alle disposizioni di Oxford. Dipinto del 1820 di Georges Rouget

Il Dit d'Amiens o la decisione di Amiens  fu un verdetto emesso dal re Luigi IX di Francia il 23 gennaio 1264 come arbitro nel conflitto che intercorreva tra il re Enrico III d'Inghilterra e i suoi baroni ribelli guidati da Simone V di Montfort. La decisione unilaterale di Luigi in favore di Enrico portò alla seconda guerra dei baroni.
Il conflitto tra re e baroni fu causato dall'insoddisfazione per l'influenza degli stranieri nei tribunali e dall'elevato livello fiscale imposto da Enrico. Nel 1258 Enrico fu costretto ad accettare le disposizioni di Oxford che essenzialmente lasciarono il governo reale nelle mani di un consiglio di notabili del Regno ma, successivamente, questo documento passò attraverso una lunga serie di revoche e reintegrazione. Nel 1263, poiché il paese era sull'orlo della guerra civile, le due parti decisero di sottoporre la questione all'arbitrato del re francese. Luigi credette fermamente nella prerogativa reale e decise senza dubbi a favore di Enrico.
Il risultato fu inaccettabile per i baroni ribelli e la guerra tra le due parti scoppiò quasi immediatamente dopo il verdetto. Dopo una vittoria nella battaglia di Lewes nel maggio 1264, Montfort assunse il controllo del governo ma il successo fu breve. Il figlio maggiore di Enrico, Edoardo, successivamente incoronato come Edoardo I d'Inghilterra, iniziò una campagna militare che terminò nella battaglia di Evesham combattuta nell'agosto 1265, dove Montfort venne sconfitto e ucciso. Parti della resistenza baronale resistettero ancora, ma alla fine del 1266 l'ultima guarnigione del Castello di Kenilworth si arrese. I ribelli vennero perdonati secondo i termini stabiliti nel Dictum di Kenilworth.